# Watcom C/C++ compiler
O Watcom C/C++ compiler é estimado entre  desenvolvedores DOS pela alta velocidade de execução do código compilado que produz e por ter sido um dos compiladores primeiro a suportar a Intel 80386 "modo protegido". Em meados da década de 1990, alguns dos jogos tecnicamente ambiciosos para DOS a maioria como Doom, Descent e Duke Nukem 3D foram construídos utilizando Watcom C.
Embora não mais comercializado pela Sybase, o Watcom C/C++ compiler e Watcom Fortran compiler foram disponibilizados como o livre e de código aberto Open Watcom pacote com o assistência da SciTech Software. O código é portátil e, como muitos outros projectos fonte aberta de compilador, como os GCC ou LCC o back-end do compilador (gerador de código) é de redirecionamento. O compilador pode ser operado a partir, e gerar o código executável para o DOS, OS/2, sistemas operacionais Linux e Windows. Ele também suporta NLM metas para Novell NetWare. Há trabalho em curso para prorrogar o direcionamento para Linux e moderno BSD (por exemplo, FreeBSD), sistemas operacionais, rodando em x86, PowerPC e outros processadores. O Open Watcom C/C++ versão release 1.4 em dezembro de 2005 introduziu Linux x86 como alvo experimental, com o suporte para NT ou OS/2 plataformas de host. Existe um código para versões abandonadas do QNX, mas bibliotecas necessárias para que possa ser compilado não poderia ser lançado como open source. A versão atual estável 1.9 foi lançado em junho de 2010.

## Compatibilidade com outros compiladores
Open Watcom sintaxe suporta muitas convenções iniciados por outros compiladores (como da Microsoft e Borland), incluindo diferentes convenções relativas (por exemplo) o número de underscores em "asm" tag. O código escrito para um outro compilador irá compilar com Watcom muitas vezes, mas não pode ser melhor/mais eficientes maneiras de fazer as coisas.